# 岩村忍
岩村 忍（いわむら しのぶ、1905年9月26日 - 1988年6月1日）は、日本の東洋史学者。専攻は内陸ユーラシア史・東西交渉史。戦後日本におけるシルクロード学の開拓者として知られる。

## 生涯
出生から修学期
1905年、北海道小樽市で生まれた。旧制小樽中学（現：北海道小樽潮陵高等学校）卒業後渡米し、オタワ大学社会学部で学んだ。1929年に卒業。
1930～1940年代
1931年、新聞連合社（のち同盟通信社を経て、現：共同通信社）に就職。一方でトロント大学大学院経済史専攻に進み、1932年に修了。満州事変後のリットン調査団に随行して中国各地を回り、国際連盟のジュネーヴ本部などに勤務した。戦時期には東方社の理事に就任したほか、1942年から1945年にかけて文部省民族研究所研究員として在外研究にあたった。すなわち、民族研究所の事実上の在外機関であった内モンゴルの西北研究所に佐口透と共に派遣され、中国ムスリムについての共同研究を進めた。
太平洋戦争後
敗戦に伴う引き揚げ帰国後は、1948年に参議院常任委委員会専門員となり文化財保護法などの起草にあたった。
1950年、京都大学人文科学研究所教授に就いた。その後、京大におけるアジア財団・フォード財団の研究資金受け入れに奔走し、この資金により設置された東南アジア研究センターの第2代所長となった。これは初代所長・奥田東の後を継いだもので、1963年から1968年の4年3か月間務めた。1962年、学位論文『漠北時代モンゴル社会経済史の研究』を京都大学に提出して文学博士の学位を取得。1969年、京都大学を定年退官し、名誉教授となった。学界では、1970年の「日本モンゴル学会」創立に関与し、初代会長に就任した。
1988年、癌性腹膜炎で死去。享年82。

### 委員・役員
- 語学教育振興会専務理事

## 研究内容・業績
専門は東洋史で、主に遊牧民族史・東西交渉史を研究分野とした。中でもモンゴル帝国・シルクロードを専門とした。主著は『モンゴル社会経済史の研究』、『十三世紀東西交渉史序説』。専門書以外に、多くの一般向け著書も刊行し、NHKのテレビ番組シリーズ『NHK特集 シルクロード』をはじめ、1980年代に盛り上がった「シルクロード・ブーム」の土台を作った功労者の一人として知られている。また、晩年の南方熊楠と交流があったことから『南方熊楠全集』（平凡社版、全11巻）の監修者となった。
回民研究
戦時期には所属する民族研究所の事実上の在外機関であった内モンゴルの西北研究所に佐口透と共に派遣され中国ムスリムについての共同研究を進めた。
京都大学人文科学研究所実施の学術探検
戦後、京都大学人文科学研究所が1954年から1955年にかけて2回実施した「カラコラム・ヒンズークシ学術探検隊」に参加。中央アジア・アフガニスタンのヒンドゥークシュ地方で調査を行った。第2次探検では、それまで実態が不明であった、当地に居住するモンゴル部族の末裔「モゴール族」に関する実態調査を行い、彼らの中で伝えられてきた「ジルニ文書（チルニ文書）」を発見、各国研究者の注目を集めた。
剽窃疑惑『マルコ・ポーロ』
没後もロングセラーとして版を重ねていた『マルコ・ポーロ』（岩波新書）は、アメリカの東洋学者ヘンリー・H・ハート(英: Henry Hersch Hart)の著書"MARCO POLO"（原著1942年刊）の剽窃の疑いが濃いことが当該書の日本語訳『ヴェネツィアの冒険家:マルコ・ポーロ伝』刊行時に訳者の幸田礼雅によって判明し、以後は重版されていない。

## 受章
- 1969年：紫綬褒章
- 1975年：勲三等旭日中綬章

## 著作
著書
- 『十三世紀東西交渉史序説』三省堂 1939
  - 選書化 (アジア学叢書 32) 大空社 1997
- 『蒙古の欧洲遠征』三省堂 1941
- 『耶律楚材』生活社 1942
- 『蒙古史雑考』白林書房 1943
- 『イスラム：イスラム民族の社会』雄山閣(歴史新書) 1947
- 『マルコポーロの研究』筑摩書房 1948
- 『マルコ・ポーロ：西洋と東洋を結んだ最初の人』岩波新書 1951
  - 復刊 1988年
- 『アフガニスタン紀行』朝日新聞社 1955
  - 『アフガニスタン紀行：モゴール族の村を求めて』現代教養文庫 1978
  - 『アフガニスタン紀行』朝日文庫 1992
- 『西域とイスラム』(世界の歴史 5) 中央公論社 1961
  - 選書化 中公バックス
  - 文庫化 中公文庫 1975
- 『元朝秘史：チンギス=ハン実録』中公新書 1963
- 『暗殺者教国：中央アジアを震撼したある回教国の歴史』筑摩書房(グリーンベルト新書) 1964
  - 改題『暗殺者教国：イスラム異端派の歴史』リブロポート(冒険の世界史) 1981
  - 文庫化改題『暗殺者教国：イスラム異端派の歴史』筑摩書房(ちくま学芸文庫) 2001[5]
- 『アジアの見方』講談社現代新書 1966
- 『シルクロード：東西文化の溶炉』日本放送出版協会(NHKブックス) 1966
- 『遊牧の運命：歴史と現代』人物往来社 1967
- 『モンゴル社会経済史の研究』京都大学人文科学研究所 1968
- 『東洋史の散歩』新潮選書 1970
- 『歴史とは何か』中公新書 1972
- 『東洋史のおもしろさ』新潮選書 1976
- 『東洋の発見』講談社学術文庫 1976[6]
- 『中央アジアの遊牧民族』(世界の歴史 12) 講談社 1977
  - 電子書籍で改題再版『文明の十字路＝中央アジアの歴史』講談社学術文庫 2007
- 『文明の経済構造』中公叢書 1978

児童向け
- 『西洋と東洋』社会科文庫 三省堂出版 1949
- 『日本人はどれだけの事をしてきたか』(全2巻) 小穴隆一・岩橋英遠 ら挿絵、新潮社(日本少国民文庫) 1950-1951
- 『砂漠の探検』筑摩書房(中学生全集) 1951
- 『アジアの繁栄』(世界の歴史 ホームスクール版 3) 塚本善隆・宮崎市定共編、中央公論社 1962
- 『秘境を探検した人々』さ・え・ら書房(さ・え・ら伝記ライブラリー) 1965
  - 新版 1980年

共編著
- 『支那関係欧米名著略解』編、タイムス出版社 1940
- 『日本の民族・文化：日本の人類学的研究』関敬吾共編、講談社 1959
- 『西域』井上靖共著、筑摩書房(グリーンベルト新書) 1963
  - 改題文庫化『西域：人物と歴史』現代教養文庫 1980
- 『大蒙古帝国』勝藤猛共著、人物往来社 1965
- 『インドと中近東』(世界の歴史 19) 勝藤猛・近藤治共著、河出書房新社 1968
  - 新版 1978年
  - 文庫化 河出文庫 1989[7]
- 『西アジアとインドの文明』(人類文化史 3) 牟田口義郎共著、講談社 1973
  - 『西アジアとインドの文明』講談社学術文庫 1991[8]
- 『イスラムの美術』(グランド世界美術 8) 編・解説、講談社 1976
- 『文化の交流』(古代文明の謎と発見 4) 長澤和俊・勝藤猛・寺島孝一・糸賀昌昭共編著、毎日新聞社 1978
- 『南方熊楠文集』(全2巻) 編、平凡社東洋文庫 1979

訳書
- 『信用機関の社会化』C.H.ダグラス著、中央公論社 1929
- 『金融の合理化』C.H.ダグラス著、我観社 1929
- 『金融信用論』(ダグラス派経済学全集 1) 春陽堂 1930
- 『ダグラス・セオリー』(ダグラス派経済学全集 4) 春陽堂 1930
- 『支那言語学概論』カールグレン著、魚返善雄共訳、文求堂書店 1937
  - 復刻 大空社(世界言語学名著選集）1997
- 『中央亜細亜探検記』スヴェン・ヘディン著、冨山房百科文庫 1938[9]
  - 文庫判『中央アジア探検記』創元文庫
  - 文庫化 角川文庫[10]
- 『史記著作考：司馬遷史記訳註序』エドゥアール・シャヴァンヌ著、文求堂書店(支那学翻訳叢書) 1939
  - 改訂『司馬遷と史記』新潮選書 1974
- 『彷徨へる湖』スウエン・ヘディン著、矢崎秀雄共訳、筑摩書房 1943[9]
  - 改題文庫化『さまよえる湖』角川文庫 1968
  - 復刊 角川文庫 1989[11]
- 『長春真人西遊記』李志常著、筑摩書房 1948
  - 全集所収 (世界ノンフィクション全集19) 筑摩書房
- 『中央アジアの冒険』ヴァンベリー著、やしま書房 1962